# 成都铁路枢纽
成都铁路枢纽是中国西南地区最大的铁路枢纽，也是国家规划的综合铁路枢纽之一。成都枢纽内市域铁路的建设进程很快，根据规划成都全域将实现“县县通高铁”。

## 枢纽概况
成渝线、宝成线、成昆线、达成线、遂成线五条电气化铁路干线，西成客专、成渝客专、成贵客专三条高速线和市域铁路成灌线、成蒲线在成都铁路枢纽交会，支线铁路成汶线、广岳线也被引入该枢纽。
成都铁路枢纽的范围北至宝成线广汉站，东至成渝线五凤溪站、达成线淮口站，南至成昆线新津站。
成都铁路枢纽当前线路布置由宝成线、成昆线与成都枢纽西环线组成的南环（成都-安靖-成都西-红牌楼-成都南-成都东-成都）和宝成线、达成线与成都枢纽北环线组成的北环（成都-天回镇-新都-大弯镇-成都北-龙潭寺-成都）以及成花线等三个闭合环并列组成。
成都铁路枢纽的车站以特大型客运站成都站、成都东站、路网性编组站成都北站、大型货运站八里站为主，同时辅以成都南站等客运站和成都西站等货运站。
2022年10月11日，标志着成都铁路枢纽环线正式开通公交化运营。成都也成为国内首个依托既有铁路枢纽环线开通公交化运营的城市，成都市铁路也实现“环+射”路网公交化运营。

## 主要车站

### 大型客运站
- 成都站：特等站，枢纽主客站之一。主要办理成都枢纽各方向旅客列车到发任务。日到发旅客列车100余对，是西南地区最大的铁路客运站。
- 成都东站：特等站，枢纽主客站之一。是中国规模最大、科技含量最高的现代化火车站之一和西南地区的综合交通枢纽。主要办理成贵、西成、达成、遂成等方向的始发终到及宝成、达成、成渝、枢纽环线等方向的通过客运作业，远期增加成渝城际列车始发终到和通过客运作业。

### 大型货运站
- 成都北站：特等站，枢纽主编组站。主要办理成都枢纽各方向货物列车的车流中转和成都地区货流集散任务，设计近期日均作业量9732辆，远期作业量日均10996辆。该站为双向纵列式三级六场布置，是全国18个路网性编组站之一，中国规模最大、设备最先进的编组站之一。
- 八里站：即老成都东站，一等站，枢纽主货站。主要办理整车、危险品货物业务和专用线货运业务。零担中转作业量曾位列全路第一。原为枢纽主编组站，2007年编组场停用，所承担列车编组任务全部转移至成都北站，原编组场位置改造为成都车辆段成都东动车运用所。2010年，集装箱货运业务转移至成都铁路集装箱中心站。
- 城厢站：三等站，即成都铁路集装箱中心站，枢纽主集装箱货站。主要办理集装箱货物业务。位于达成线城厢站北侧，是中国18座集装箱中心站中最大的一座。

### 辅助客货运车站
- 青白江站：三等站，枢纽主工业站。
- 普兴站：四等站，枢纽货运中心站，原名新津站。
- 新兴镇站：四等站，枢纽货运中心站。
- 新都站：四等站，枢纽辅助货站。
- 双流站：四等站，枢纽辅助货站。

### 辅助高速客运站
- 成都南站：三等站，枢纽辅助客站。主要办理成昆方向旅客列车到发和通过任务。
- 西成客运专线沿线辅助车站：青白江东站-新都东站-双流机场站-双流西站-新津站-新津南站
- 成渝客运专线沿线车站：简阳南站

## 引入干线和枢纽内主要疏解线路

### 铁路干线
- 成渝线：成都－重庆。单线电气化，国铁II级。中华人民共和国建成的第一条铁路干线。
- 宝成线：宝鸡东－八里。宝鸡至阳平关段为单线电气化，阳平关至成都段为双线电气化，国铁I级。中国第一条电气化铁路。
- 成昆线：成都－昆明东。单线电气化，国铁I级。中华人民共和国“三线建设”标志性工程。
- 达成线：三汇镇－八里。遂宁至成都段单线电气化，国铁I级。
- 遂成线：遂宁-成都东。双线电气化，设计速度200km/h。原为达成铁路遂成段扩能改造工程，有开行动车组列车。
- 成雅线（即川藏线成都至雅安段）：回龙庵－雅安。电气化，国铁I级，回龙庵至朝阳湖段为单线、设计速度120km/h，朝阳湖至雅安段为双线、设计速度200km/h。朝阳湖-雅安段在2018年12月随成蒲铁路开通，二者贯通运营动车组列车。

### 市域线
- 成灌市域线：成都－青城山/离堆公园（离堆公园支线）/彭州（成彭线）。双线电气化，客运专线，最高运营速度220km/h。中国大陆第一条电气化市域铁路。
- 成蒲市域线：成都西－朝阳湖。双线电气化，国铁I级，市域铁路，设计速度200km/h，2018年12月28日建成投入使用。

### 高速线
- 成渝客运专线：成都东-重庆/重庆北/沙坪坝。双线电气化，客运专线，设计速度350km/h。
- 西成客运专线：西安北-成都东。双线电气化，客运专线，设计速度250km/h。
- 成贵客运专线：成都东-贵阳东。双线电气化，客运专线，设计速度250km/h。

### 疏解线
- 成都西线：八里－安靖，即成都枢纽西环线。单线电气化。枢纽内重要疏解线路，设有联络线连接宝成、成昆正线。
- 成都北线：青白江－八里，即成都枢纽北环线。双线电气化。枢纽内重要疏解线路，连接宝成、成渝、达成正线和成都北编组站。
- 成花线：成都北－花龙门，即成昆铁路货车外绕线。双线电气化，国铁I级，重载货运专线，设计速度120km/h。枢纽内重要疏解线路。

## 主要运输单位
- 成都铁路局机关：机关设在成都市一环路北二段11号，第二办公区设在成都市二环路北三段394号。
- 成都铁路局成都车站：管辖成都、成都东、成都南等三个大型客运站和成灌线沿线各车站，承担宝成、成渝、成昆、达成、成灌、西环6条线路的旅客列车始发、终到、解体、编组和车体去送作业任务，货运办理专用线整车到发业务。
- 成都铁路局成都北车站：管辖成都北站、八里站及成都枢纽内10个中间站和1个线路所，承担宝成、成渝、成昆、达成4个方向货物列车（除集装箱班列）以及成都枢纽小运转列车的到达、解体、编组、出发作业，办理成渝、成昆、达成3个方向的旅客列车接发作业。
- 成都铁路局成都车务段：共管辖60个车站和6个线路所，包括成昆线双流至甘洛段36个车站和5个线路所、成渝线石板滩至史家乡段23个车站和1个线路所以及资威线1个车站，总运营里程527.5公里。
- 成都铁路局成都客运段：主要担当成都、攀枝花和南充至京、沪、穗等方向的图定旅客列车的乘务工作任务，乘务里程81952公里、辐射17个省、市、自治区（2008年数据）。
- 成都铁路局成都机务段：主要担当宝成线广元至成都间、成昆线成都至攀枝花间客货列车以及成渝线成都至重庆客运列车、成都至内江货物列车等3条干线的牵引任务和广普、德天、广木、成汶、资威及渡口等6条支线小运转列车的牵引任务，营运里程2052.1公里（2008年数据），以及成都枢纽地区及宝成、成渝（成都－资中）、成昆线沿途站场列车编组调车任务。
- 成都铁路局成都供电段：主要担负宝成线广元至成都正线、成昆线成都至双流正线、成渝线成都至李市镇正线、内六线内江至仙水正线、达成线成都至三汇镇正线、成都枢纽正线等共计正线里程1544.055公里的牵引供电和水电供应任务。
- 成都铁路局成都车辆段：西南地区重要的客车车辆段，配属客车1560辆，担当43.5对82列图定列车和各种军、专、特、临客的开行任务，以及27对外属车的入库和站折技检任务（2008年数据）。
  - 成都车辆段成都东动车运用所：配属有CRH1型动车组25组，担当成灌、成渝、成达、成南等管内动车和成都至利川动车组。
- 成都铁路局成都东车辆段：西南地区重要的货车车辆段，管辖成昆、宝成、成渝、川黔、内昆、襄渝、渝怀、遂渝、达成9条干线和成汶、德天、广木、资威、广旺、渡口、三万、宜珙、达万9条支线，正线管辖里程3861.3公里，安全保证区段里程5947公里。承担货车入段厂修、段修、辅修、临修、客货车轮对新组装、检修任务以及客货列车运用维修工作。
- 成都铁路局成都电务段：担负宝成线广元至成都段、成昆线成都至攀枝花段、成渝线成都至史家乡段、达成线成都至三汇镇段等4条干线，成汶、资威、广岳、德天、广旺、渡口等6条支线共计219个车站，6个驼峰，全长2030.893公里的信号设备养护维修。
- 成都铁路局成都工务段：承担成渝、成昆、宝成、达成4条干线部分区段，资威、成汶2条支线以及成昆引入、成都北环和西环、宝成西环联络、成昆西环联络、成渝引入、成昆成都北联络、成渝成都北联络、成昆达成联络、北编疏解的线桥路设备养护维护任务。管辖正线682.425公里，站线591.446公里，路基本体总长1223.862公里。有道口63处，其中有人看守24处。
- 成都铁路局成都工务机械段：承担成都铁路局管内线路大修、大机综合修和重点桥隧病害整治、防洪工程等施工任务，是成都铁路局唯一的机械化专业施工队伍。
- 成都铁路局成都通信段
- 成都铁路局成都生活管理段
- 成都铁路局成都建筑段
- 成都铁路局成都物资供应段
- 成都铁路调度所：西南地区客运专线重要的调度指挥中枢，位于成都市一环路北二段成都铁路局大院内。
- 成都和谐型大功率机车检修段：根据西南地区开行和谐型大功率机车的线路分布状况，为满足成都铁路局、昆明铁路局投入运营的和谐型大功率机车检修需要而新建。检修功能包括和谐型大功率机车“两年检”检修能力，并预留“六年检”检修条件。
- 成都客运专线综合维修段：位于成都铁路局成都北编组站上行编组场北侧，承担快速客运铁路基础设施的综合养护维修和检测以及大型养路机械、检测检修车辆的管理和运用。初期设40个维修台位。
- 成都动车检修段：为适应西南部地区快速客运路网规划的扩展，满足动车组配置数量增加后的检修需要而新建。位于成都铁路局成都东动车运用所存车Ⅰ场和既有成渝铁路之间。承担中国西南部地区“和谐号”动车组三、四、五级检修任务，近期按年检能力300列8辆编组动车组设计。[5]

## 在建工程

### 在建车站
- 成都站扩能改造工程：成都站将进行TOD开发。扩能改造后，成都站规模将与成都东站相当。
- 成都南站扩能改造工程：成都南站于2014年改造完成。现进一步准备改造为TOD综合体，建成后将成为成都枢纽三个辅助客站之一。
- 成都西站扩能改造工程：建成后将成为成都枢纽三个辅助客站之一。

### 在建线路
- 川青线：青白江－哈达铺。双线电气化，国铁I级，设计速度220km/h。
- 成昆线扩能改造工程：成都南至花龙门段、峨眉至昆明东段新建二线，花龙门至峨眉段新建双线，电气化，国铁I级，设计速度160-200km/h。

## 规划建设工程

### 铁路干线
- 川青线：成都－格尔木，单线电气化，国铁I级，设计速度160km/h。
- 成都－西宁－张掖铁路：单线电气化，国铁I级，设计速度160km/h。
- 川藏铁路：具体制式未定。成都-雅安（成雅铁路）、拉萨-林芝（拉林铁路）的线路已经在建。

### 高速线
- 成自高速铁路：成都东-自贡东，长178km，设站8个，双线电气化，客运专线，设计速度350km/h。
- 成渝客运专线资阳北支线：成自城际线与成渝高速线的连接线，自天府机场站引出经资阳西站抵达成渝客运专线资阳北站。双线电气化，客运专线。
- 成达万高速铁路：成都东-达州南-万州北，双线电气化，客运专线，设计速度350km/h。
- 成渝中线高速铁路：成都东/成都-东部新城-科学城-重庆/重庆北，双线电气化，客运专线，设计速度350-400km/h。

### 市域线
- 市域铁路成灌线延伸线：青城山－大邑－新津，双线电气化，客运专线。
- 枢纽西环线、东环线扩能改造：双线电气化，通勤化改造并新增车站。

### 车站
- 天府站：位于天府新区合江镇，先期承担成自城际的列车到发，为成都枢纽未来四座主要客运站之一。初期规模6站台11线，远期规模12站台22线。
- 东部新城站：位于简阳市简州新城，先期承担成渝中线高速铁路的列车到发，为成都枢纽未来四座主要客运站之一。
- 十陵站：该站未来将改建为大型客运站，为成都枢纽未来三座辅助客运站之一，主要承担普速列车到发。

## 未来发展
根据中国铁路总公司、四川省人民政府对《成都铁路枢纽规划(2016—2030年)》的批复内容，成都未来铁路客运站将形成“三主三辅”格局。“三主”包括成都站、成都东站、十陵站；“三辅”包括：成都南站、成都西站、天府站。